# Thea Louise Stjernesund
Thea Louise Stjernesund, född 24 november 1996, är en norsk alpin skidåkare som debuterade i världscupen den 27 oktober 2018 i Sölden i Österrike. Hon ingick i det norska lag som blev tvåa i lagtävlingen i världscupen den 15 mars 2018 i Soldeu i Andorra.